# Motorola MC14500B

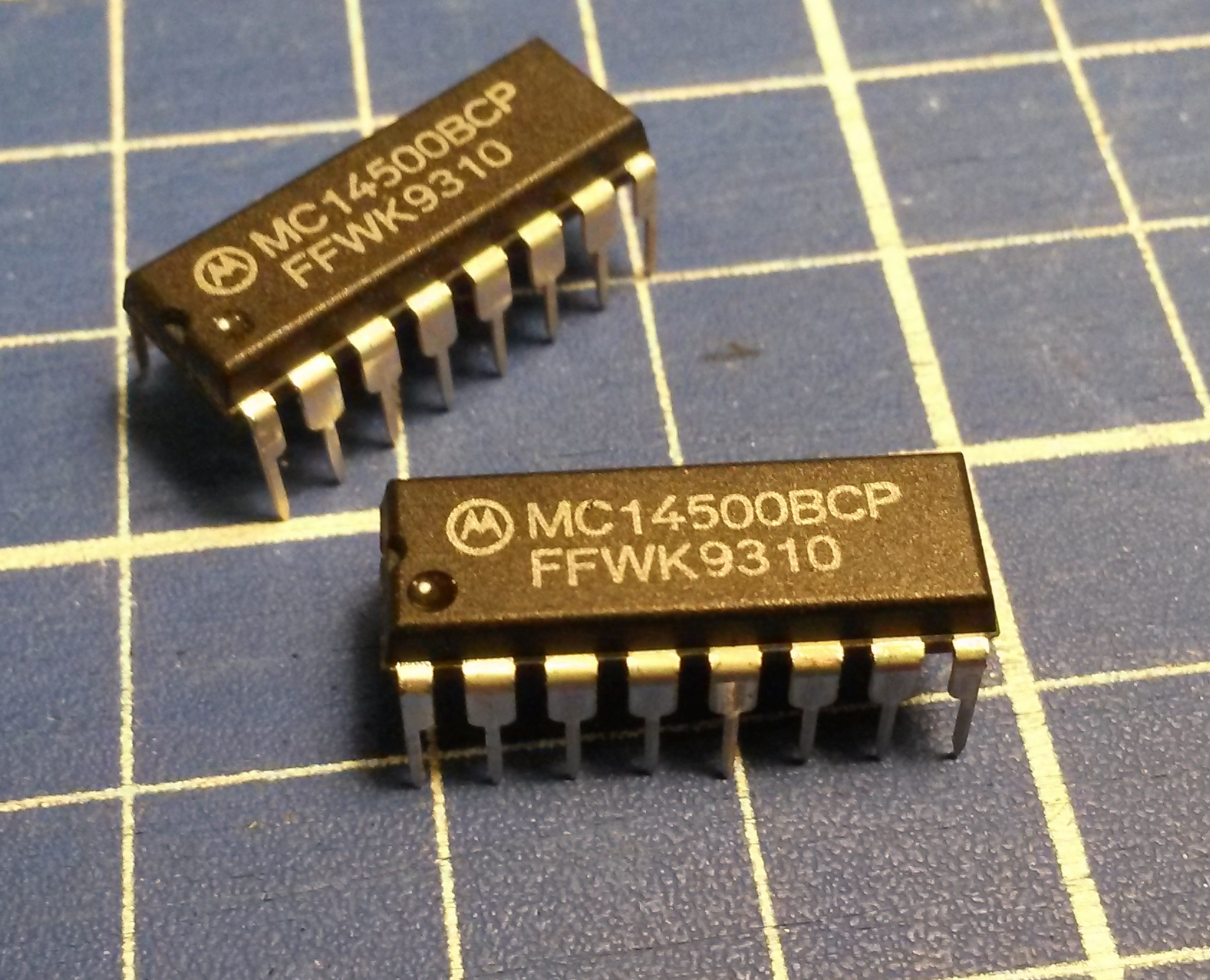
MC14500BCP egybites mikroprocesszor

A Motorola MC14500B ipari vezérlőegység (Industrial Control Unit, ICU) egy CMOS technológiájú egybites mikroprocesszor, amelyet egyszerű vezérlési feladatokhoz terveztek. Igen alkalmas a létra-logika megvalósítására ill. a létradiagramok gyakorlati kivitelezésére, ezáltal felválthatja a relé-alapú vezérlőrendszereket és a programozható logikai vezérlőket (PLC). Az MC14500B egységben nincs programszámláló, ezáltal a támogatott memória mérete a programszámlálónak az adott alkalmazásban való megvalósításától függ.
Az ICU architektúrája némileg hasonló a DEC PDP-14 számítógépéhez.
Változatai:
Motorola MC14500BAL
Motorola MC14500BCL

## Fordítás
Ez a szócikk részben vagy egészben  a   Motorola MC14500B című angol Wikipédia-szócikk ezen változatának fordításán alapul.  Az eredeti cikk szerkesztőit annak laptörténete sorolja fel. Ez a jelzés csupán a megfogalmazás eredetét és a szerzői jogokat jelzi, nem szolgál a cikkben szereplő információk forrásmegjelöléseként.